# Лаборде, Юрисель
Юрисель Лаборде Дуанес (исп. Yurisel Laborde Duanes; 18 августа 1979) — кубинская дзюдоистка полутяжёлой весовой категории, выступала за сборную Кубы на  протяжении 2000-х годов. Бронзовая призёрка летних Олимпийских игр в Афинах, двукратная чемпионка мира, трёхкратная панамериканская чемпионка, дважды чемпионка Игр Центральной Америки и Карибского бассейна, победительница многих турниров национального и международного значения.

## Биография
Юрисель Лаборде родилась 18 августа 1979 года.
Первого серьёзного успеха на взрослом международном уровне добилась в 2001 году, когда попала в основной состав кубинской национальной сборной и побывала на чемпионате мира в Мюнхене, откуда привезла награду серебряного достоинства, выигранную в полутяжёлой весовой категории. Два года спустя выступила на мировом первенстве в Осаке и на Панамериканских играх в Санто-Доминго, где в обоих случаях выиграла серебряные медали.
Благодаря череде удачных выступлений удостоилась права защищать честь страны на летних Олимпийских играх 2004 года в Афинах. В стартовом поединке победила здесь немку Уту Кюнен, но затем на стадии четвертьфиналов иппоном потерпела поражение от китаянки Лю Ся, которая в итоге стала серебряной олимпийской призёркой. В утешительных встречах за третье место взяла верх над всеми тремя соперницами, в том числе над такими известными дзюдоистками как Вера Москалюк и Селин Лебрен, и завоевала тем самым бронзовую олимпийскую медаль.
После афинской Олимпиады Лаборде осталась в основном составе дзюдоистской команды Кубы и продолжила принимать участие в крупнейших международных турнирах. Так, в 2005 году она стала чемпионкой мира в зачёте полутяжёлого веса, одержав победу на соревнованиях в Каире. В следующем сезоне на Играх Центральной Америки и Карибского бассейна в Картахене дважды поднималась на верхнюю ступень пьедестала почёта: была лучшей в личной и командной дисциплинах. В 2007 году защитила звание чемпионки мира и добавила в послужной список серебряную медаль, выигранную на Панамериканских играх в Рио-де-Жанейро.
В 2008 году во время панамериканского чемпионата по дзюдо в Майами Юрисель Лаборде покинула расположение кубинской сборной и попросила политического убежища в США.